# Pothyne pauloplicata
Pothyne pauloplicata är en skalbaggsart som beskrevs av Maurice Pic 1934. Pothyne pauloplicata ingår i släktet Pothyne och familjen långhorningar.
Artens utbredningsområde är Laos. Inga underarter finns listade i Catalogue of Life.